# Nyerni vagy veszíteni
A Nyerni vagy veszíteni (eredeti cím: Win or Lose) 2025-ös amerikai 3D-s számítógépes animációs vígjátéksorozat, amelyet Carrie Hobson és Michael Yates írt és alkotott.
Az Amerikai Egyesült Államokban és Magyarországon 2025. február 19-én a Disney+ mutatta be.

## Ismertető
Egy vegyes nemű középiskolás softballcsapat, a Pickles köré épül. A történet a bajnoki döntőt megelőző hét eseményeit követi nyomon. Minden epizód egy központi szereplőre fókuszál – lehet az a Pickles egyik játékosa, egy hozzátartozója vagy ismerőse –, akinek az élete kezd darabjaira hullani azon a bizonyos héten. A szereplők szorongásai, bizonytalanságai és megküzdési mechanizmusai élénk képzelgések formájában jelennek meg belső világukban, amelyeket igyekeznek elrejteni a külvilág elől.

## Szereplők

### Főszereplők
| Szereplő                 | Eredeti hang   | Magyar hang         | Leírás |
| ------------------------ | -------------- | ------------------- | --- |
| Laurie                   | Rosie Foss     | Markó Zengő         | A Pickles csapat jobb külső védője, Dan edző lánya és Rochelle legjobb barátja. A szorongása egy képzeletbeli „barátként”, Sweatyként jelenik meg, aki folyamatosan leértékeli és kritizálja őt. |
| Frank Brown              | Josh Thomson   | Kisfalusi Lehel     | A softballmeccsek játékvezetője, valamint tanár abban az iskolában, ahová több Pickles-játékos is jár. A megküzdési mechanizmusa egy kék páncél formájában jelenik meg, amelyet a fantasyregények iránti rajongása ihletett. |
| Rochelle Kiana Rodriguez | Milan Ray      | Hegedűs Johanna     | A Pickles csapat elkapója és Laurie legjobb barátja, aki egyben a softballpálya büféjét is vezeti. A megküzdési mechanizmusa úgy jelenik meg, hogy elképzeli magát felnőtt üzletasszonyként – ez abból a kényszerből fakad, hogy pénzt kell keresnie a nehéz helyzetben lévő családja támogatására. A szorongásai pedig úgy nyilvánulnak meg, mintha a gravitáció eltorzulna körülötte. |
| Vanessa Rodriguez        | Rosa Salazar   | Mikecz Estilla      | Rochelle egyedülálló édesanyja, aki több munkát is végez, többek között influenszerként dolgozik. A megküzdési mechanizmusa egy sor antropomorf szív formájában jelenik meg, amelyek a közösségi médiás kedveléseit és követőit jelképezik. |
| Ira                      | Dorien Watson  | Kovács András Bátor | Taylor öccse. A megküzdési mechanizmusa, hogy különféle fantasztikus jeleneteket képzel el egy kartoncsövön keresztül, így pótolva a barátok hiányát. |
| Yuwen Wang               | Izaac Wang     | Tóth Csanád         | A Pickles csapat dobója, Kai legjobb barátja, valamint később Taylor barátja. A bizonytalanságai egy miniatűr papírból kivágott diorámafigurában testesülnek meg, akit „Kis Yuwennek” nevez, és aki a szívében él. Ezzel egy időben azonban kifelé arrogáns és önközpontú személyiséget mutat.                                                                                          |
| Kai                      | Chanel Stewart | Ruszkai Szonja      | A Pickles rendkívül tehetséges középkülső játékosa (később rövidstopja), valamint Yuwen legjobb barátja. A megküzdési mechanizmusa abban nyilvánul meg, hogy a tiszta öröm pillanataiban képes lebegni a föld felett, míg a szorongásai a földbe süllyesztik – néha teljesen a felszín alá.                                                                                             |
| Dan                      | Will Forte     | Barát Attila        | A Pickles edzője és Laurie édesapja. A szorongásai abban nyilvánulnak meg, hogy a testének különböző részei felfújódnak és leereszkednek, míg a megküzdési mechanizmusa egy üvegburkolat formájában jelenik meg, amely körülöleli a softballpályát. |

### Mellékszereplők
| Szereplő    | Eredeti hang       | Magyar hang           | Leírás                                                                                         |
| ----------- | ------------------ | --------------------- | ---------------------------------------------------------------------------------------------- |
| Lena        | Erin Keif          | Csuha Borbála         | A helyi kávézó baristája és Frank barátja                                                      |
| Kerin       | Erin Keif          | Farkas Fanni          | A szülői munkaközösség tagja, rövid szőke hajjal és szemüveggel.                               |
| James       | Lil Rel Howery     | Barabás Kiss Zoltán   | Kai apja.                                                                                      |
| Francis     | Flula Borg         | Szatory Dávid         | Az iskola gondnoka.                                                                            |
| Taylor      | Kyliegh Curran     | Szűcs Anna Viola      | A Pickles rövidstopja, Ira nővére és Yuwen szerelme.                                           |
| Tom         | Tom Law            | Sándor Barnabás       | A Pickles első bázisembere, valamint Rochelle és Kai lassú felfogású osztálytársa.             |
| Luciana     | Romi Rey Herrada   | Bittner Anett         | A Pickles harmadik bázisembere, aki a rózsaszín hajával rejti el a szemeit, és Veronica lánya. |
| Hannah      | Reagan To          | Szabó Luca            | A Pickles második bázisembere.                                                                 |
| Borna       | Winston Vengapally | Peregovits Dániel     | A Pickles bal külső védője, akinek kötőhártya-gyulladása van a bal szemében.                   |
| Brian Dyson | Beck Nolan         | Pál Dániel Máté       | Gyanús kamasz, a Bleacher Creatures egyik tagja.                                               |
| Rinna       | Jenna Ann          | Mayer Szonja          | Brian tettestársa és a Bleacher Creatures egyik tagja.                                         |
| Kis Yuwen   | Orion Tran         | Holló-Zsadányi Norman | Yuwen szívének képzeletbeli megjelenítése.                                                     |
| Paula       | Emily Ricks        | Kobela Kíra           | Laurie testvére.                                                                               |
| Monica Park | Vyvan Pham         | Kelemen Kata          | Frank volt barátnője.                                                                          |
| Zane        | Harlow Hodges      | Györfi Erik           | Rochelle öccse.                                                                                |
| Cheryl      | Santina Muha       | Solecki Janka         | Rochelle-lel együtt vezeti a büfét.                                                            |

### Magyar változat
- Magyar szöveg: Tóth Gábor
- Hangmérnök és vágó: Bogdán Gergő
- Gyártásvezető: Bogdán Anikó
- Szinkronrendező: Dobay Brigitta
- Produkciós vezető: Máhr Rita
- Keverés: Shepperton International

A szinkront az Iyuno Hungary készítette el.

## Epizódok
| Sor. | Év. | Cím                           | Rendező                                         | Író                            | Premier           |
| ---- | --- | ----------------------------- | ----------------------------------------------- | ------------------------------ | ----------------- |
| 1.   | 1.  | Az edző gyereke (Coach's Kid) | Carrie Hobson és Michael Yates                  | Carrie Hobson és Michael Yates | 2025. február 19. |
| 2.   | 2.  | Kékszakáll (Blue)             | Carrie Hobson és Michael Yates                  | Carrie Hobson és Michael Yates | 2025. február 19. |
| 3.   | 3.  | Pénz (Raspberry)              | Carrie Hobson és Michael Yates                  | Carrie Hobson és Michael Yates | 2025. február 26. |
| 4.   | 4.  | Ubi (Pickle)                  | Carrie Hobson és Michael Yates                  | Carrie Hobson és Michael Yates | 2025. február 26. |
| 5.   | 5.  | Lopás (Steal)                 | Carrie Hobson és Michael Yates                  | Carrie Hobson és Michael Yates | 2025. március 5.  |
| 6.   | 6.  | Zavaró jelek (Mixed Signals)  | Trevor Jimenez és Chris Sasaki                  | Carrie Hobson és Michael Yates | 2025. március 5.  |
| 7.   | 7.  | Megvan (I Got It)             | Carrie Hobson és Michael Yates                  | Carrie Hobson és Michael Yates | 2025. március 12. |
| 8.   | 8.  | Otthon (Home)                 | Lou Hamou-Lhadj, Carrie Hobson és Michael Yates | Carrie Hobson és Michael Yates | 2025. március 12. |

## A sorozat készítése
2020 decemberében, a Disney befektetői napján a Pixar bejelentette a Nyerni vagy veszíteni című eredeti sorozatot, amely a Disney anyavállalata streamingplatformjára, a Disney+-ra készül. Carrie Hobson és Michael Yates alkotóként, íróként és rendezőként vettek részt a projektben, amely egy közös ötletükön alapult, míg a produceri feladatokat David Lally látta el. A Pixar kreatív igazgatója, Pete Docter így nyilatkozott: „Nem annyira a softballról szól, inkább egy vígjáték a szerelemről, a rivalizálásról és azokról a kihívásokról, amelyekkel mindannyian szembesülünk, amikor megpróbálunk győztesként kijönni az életből.” A sorozat epizódjai körülbelül 20 percesek lesznek. Amikor Hobson és Yates a Toy Story 4. (2019) munkálatain dolgoztak, észrevették, hogy egészen eltérően értelmezik a kreatív megbeszéléseiket. Ebből kiindulva született meg az ötlet egy olyan animációs sorozatra, amely egy esemény körül forog, de minden szereplő saját, egyéni konfliktusokkal néz szembe ugyanabban a helyzetben. Hobson elmondta, hogy a sorozat megőrizte a Pixar játékfilmjeinek humorát és szívét, ugyanakkor másféle történetmesélési módszert alkalmaz. Hobson és Yates Lallyval, valamint Pete Docterrel, Andrew Stantonnal és Lindsey Collinsszal közösen executive producerként is közreműködtek a sorozatban.
A sorozat az első olyan Pixar-sorozat, amely nem egy meglévő tulajdonon alapul, mivel a Pixar televíziós projektjeinek többsége általában már létező történetekre épül, és többnyire rövid formátumú. A Pixar a Disney+ létrejötte után kezdett el komolyabban fontolóra venni egy tévésorozat fejlesztését. Yates és Hobson elmondták, hogy az egyik ok, amiért a sorozat esetében a tévéműsor formátumot választották, az az volt, hogy kísérletezhessenek a formátummal és a hosszabb történetmeséléssel, különösen a szereplők nézőpontjainak bemutatásán keresztül – illetve a televízió iránti szeretetük is szerepet játszott ebben. Egy másik érvük az volt, hogy a tévésorozat lehetővé teszi számukra olyan dolgok megvalósítását, amiket egy egész estés film formátuma nem engedne meg. Hobson és Yates azt is megjegyezték, hogy mindkettőjüknek meg kellett tanulnia, hogyan kell epizodikus formátumban dolgozni. 2023 júliusában Lally megerősítette a Twitteren, hogy a sorozat utómunkálatai befejeződtek.